# John Howard Lidgett Cumpston

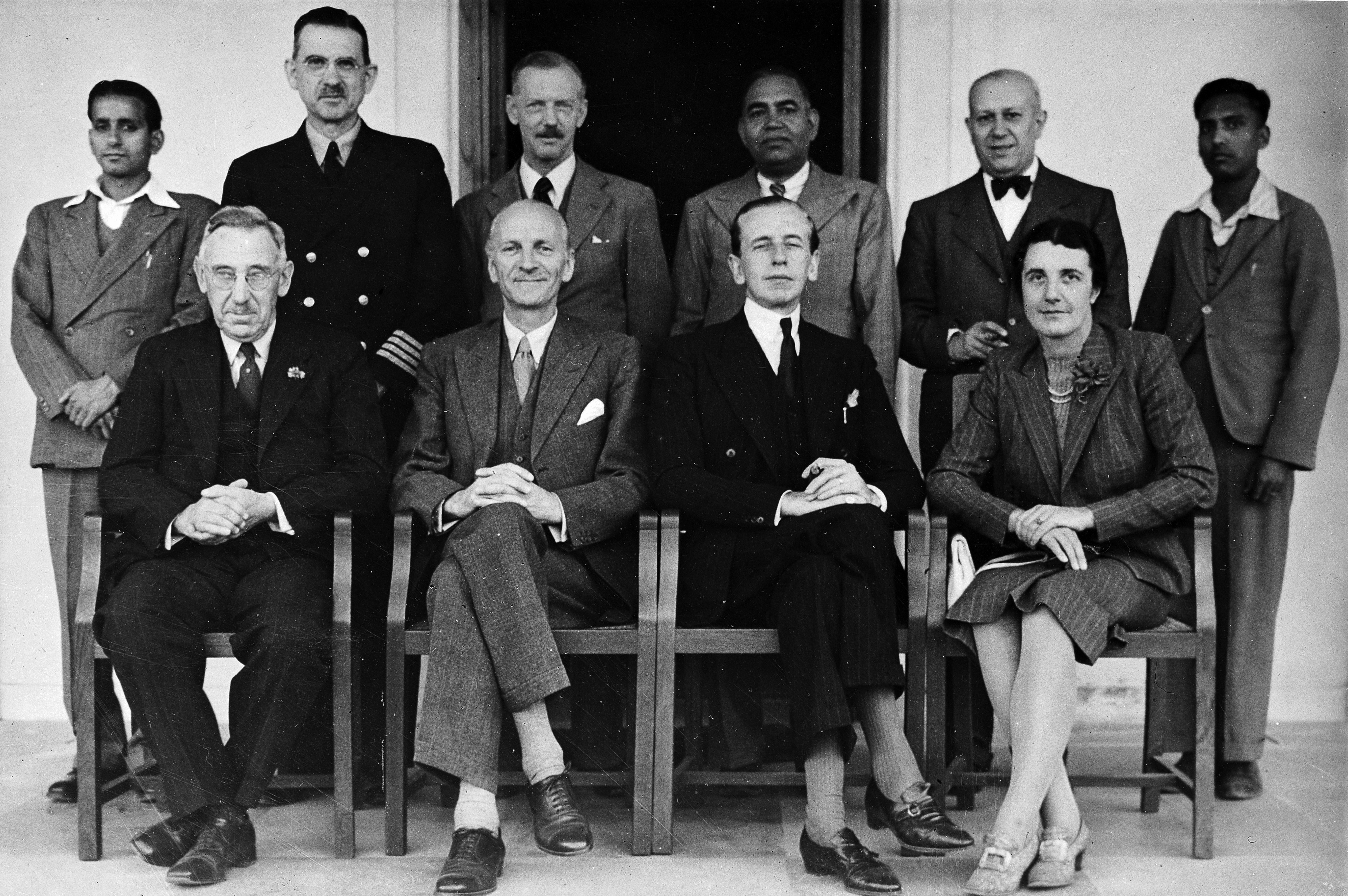
Stehend. Zweiter von links: Joseph W. Mountin, zweiter von rechts: Henry E. Sigerist. Sitzend. Von links nach rechts: John Howard Lidgett Cumpston, John A. Ryle, W. Dalrymple-Champneys und Janet Vaughan. --- Vor einer Klinik in Lahore 1944.

John Howard Lidgett Cumpston (* 19. Juni 1880 in South Yarra, Melbourne; † 9. Oktober 1954 in Forrest) war ein australischer Arzt und Regierungsbeamter.

## Leben und Wirken
Seine Eltern waren die Kindergartenlehrerin Elizabeth Newman und der Kaufmann George William Cumpston. Seine Schulausbildung erhielt er am «New College» und «Wesley College» in Melbourne. 1898 bis 1902 erhielt er eine medizinische Ausbildung an der «University of Melbourne» und er wandte sich sogleich der Vorsorgemedizin und dem Öffentlichen Gesundheitswesen zu. Nachdem er etwa ein Jahr lang als Arzt im «Royal Melbourne Hospital» und im «Parkside Lunatic Asylum» in Adelaide gearbeitet hatte, verließ er Australien im April 1905 zu Studien des Gesundheitswesens in anderen Ländern. 
Zunächst besuchte er V. G. Heiser auf den amerikanisch besetzten Philippinen. In London erhielt er ein Diplom auf dem Gebiet des Gesundheitswesens und er forschte über Scharlach und Diphtherie. Diese Forschungen brachten ihm 1907 in Melbourne einen M.D. (Doktortitel). Im Januar 1908 heiratete er Gladys Maeva Walpole aus Gormanston, Tasmanien. Das Paar hatte sieben Kinder. 
Von 1907 bis 1911 war Cumpston Arzt im Gesundheitsamt («Central Board of Health») für West-Australien. Von 1911 bis 1913 war er Quarantäne-Arzt für West-Australien, anschließend leitender Quarantäne-Arzt in Perth. 
Von 1921 bis 1945 (Pensionierung) war Cumpston Generaldirektor des Australischen Gesundheitsministeriums («Department of Health»).
Im Herbst 1944 wurde er von der Indischen Kolonialregierung eingeladen, in einer Gruppe von ausländischen Ärzten das Land zu bereisen und die Strukturen des dortigen Gesundheitswesens zu analysieren. Diese Analyse diente dem Indischen «Bhore Committee», das 1943 durch Sir Joseph William Bhore (1878–1960) gegründet wurde, als Argumentationshilfe für einen 1946 abgeschlossenen Report mit Empfehlungen zum Aufbau eines strukturierten Gesundheitssystems in Indien.
1949 war Cumpston in Ceylon als Berater zum Aufbau eines neuen Gesundheitswesens tätig und 1950 reiste er im Auftrag des UNICEF durch Süd-Ost-Asien.